# The Parlor Mob
The Parlor Mob é uma banda estadunidense de rock. Fundada por Mark Melicia, David Rose, Paul Ritchie, Nick Villapiano e Sam Bey, em 2004. O site BMI o descreveu da seguinte forma:
| “ | "Com a dinâmica de suas performances ao vivo, não é de admirar que o grupo de Red Bank, Nova Jersey, ganhou adoração de fãs e críticos.Rock Experimental com canções que acrescentam um toque fresco para o rock clássico de décadas de 60 e 70, a banda se formou no início de 2004 está definida para liderar uma revolução musical que irá captar audiências de todas as idades. | ” |

## História

### Formação (2004-2005)
A banda começou com o nome "What About Frank?", em 2004, em Red Bank, Nova Jérsei, com um som basicamente progressivo. Tocaram em muitos festivais incluindo o CMJ Music Marathon na cidade de Nova Iorque, o Van's Warped Tour, The Great Festival em Asbury Park, Nova Jérsei, e no sul no Southwest. 

### Mudança de nome (2006-atualmente)
Em 2006, a banda mudou o nome para "The Parlor Mob". A própria denominação foi derivada de uma famosa expressão do século XIX. Ao mesmo tempo, eles assinaram com a Capitol Records. A banda logo depois viajou para Los Angeles, em 2006 para gravar um EP com o produtor Howard Willing (Smashing Pumpkins, OK Go, Counting Crows). No entanto, a fusão entre a Capitol e a Virgin deixou a banda ociosa - após a gravação do EP a banda deixou o estúdio. Eventualmente, depois de assistir a maioria dos seus amigos perderem os empregos, a banda foi abandonada pela Capitol. Sem um rótulo para os lançarem, decidiram liberar o EP para download gratuito.
No verão de 2007, The Parlor Mob assinou com a Roadrunner Records. Em 28 de setembro de 2007 começou o processo de gravação de seu álbum de estreia em Asheville, no estúdio de NC's Echo Mountain. Jacquire King (Tom Waits, Kings of Leon, The Dwarves, Modest Mouse), foi quem contatou a RoadrunnerRecords que manifestou interesse em produzir a banda . A gravação foi concluída no Halloween de 2007, e o álbum de estreia intitulado And You Were a Crow foi lançado digitalmente no dia 11 de março de 2008.

## Membros
- Mark Melicia – vocal
- David Rosen – guitarra
- Paul Ritchie – guitarra
- Nick Villapiano - baixo
- Sam Bey – bateria

## Discografia

### Como What About Frank?
- 2004: What About Frank?

### Como The Parlor Mob
- 2006: The Parlor Mob EP
- 2008: And You Were a Crow
- 2011: Dogs